# CLEC10A
CLEC10A (англ. C-type lectin domain containing 10A) – білок, який кодується однойменним геном, розташованим у людей на короткому плечі 17-ї хромосоми. Довжина поліпептидного ланцюга білка становить 316 амінокислот, а молекулярна маса — 35 446.
| 10         |  | 20         |  | 30         |  | 40         |  | 50         |
| ---------- |  | ---------- |  | ---------- |  | ---------- |  | ---------- |
| MTRTYENFQY |  | LENKVKVQGF |  | KNGPLPLQSL |  | LQRLCSGPCH |  | LLLSLGLGLL |
| LLVIICVVGF |  | QNSKFQRDLV |  | TLRTDFSNFT |  | SNTVAEIQAL |  | TSQGSSLEET |
| IASLKAEVEG |  | FKQERQAGVS |  | ELQEHTTQKA |  | HLGHCPHCPS |  | VCVPVHSEML |
| LRVQQLVQDL |  | KKLTCQVATL |  | NNNASTEGTC |  | CPVNWVEHQD |  | SCYWFSHSGM |
| SWAEAEKYCQ |  | LKNAHLVVIN |  | SREEQNFVQK |  | YLGSAYTWMG |  | LSDPEGAWKW |
| VDGTDYATGF |  | QNWKPGQPDD |  | WQGHGLGGGE |  | DCAHFHPDGR |  | WNDDVCQRPY |
| HWVCEAGLGQ |  | TSQESH     |  |            |  |            |  |            |

A: Аланін

C: Цистеїн

D: Аспарагінова кислота

E: Глутамінова кислота

F: Фенілаланін

G: Гліцин

H: Гістидин

I: Ізолейцин

K: Лізин

L: Лейцин

M: Метіонін

N: Аспарагін

P: Пролін

Q: Глутамін

R: Аргінін

S: Серин

T: Треонін

V: Валін

W: Триптофан

Задіяний у таких біологічних процесах, як адаптивний імунітет, імунітет, вроджений імунітет, ендоцитоз, альтернативний сплайсинг. 
Білок має сайт для зв'язування з лектинами. 
Локалізований у мембрані.